# 強制結婚 (戯曲)
『強制結婚』（きょうせいけっこん、仏語原題：  Le Mariage forcé  ）は、モリエールの戯曲。1664年発表。ルーヴル宮殿にて同年1月29日初演。『はた迷惑な人たち』に次ぐ、コメディ・バレの第2作目。ジャン＝バティスト・リュリ作曲。

## 登場人物
- スガナレル
- ジェロニモ
- ドリメーヌ - スガナレルと婚約した、若く色っぽい女
- アルカントール - ドリメーヌの父親
- アルシダス - ドリメーヌの兄
- リカスト - ドリメーヌの恋人
- ジプシー女ふたり
- パンクラス - アリストテレス派の博士。哲学者。
- マルフュリウス - ピュロン派の博士。哲学者。

## あらすじ
幕開け時の舞台指定なし(ex:パリの広場から、など)

### 第1〜3景
スガナレルは52〜3の中年男だが、ジェロニモに結婚をすべきかどうか相談している。ところがジェロニモに「その歳になって結婚しようだなんて、はしたないからやめておけ」とはっきり言われてしまった。だがスガナレルの固い結婚への意志は揺らがない。具体的な結婚の話が決まっていると知って、激烈な皮肉を投げつけるジェロニモであったが、それにも気づかないほど浮かれるスガナレルであった。歩いていると、婚約者のドリメーヌを見かけた。ウキウキしてドリメーヌに話しかけるスガナレルであったが、ドリメーヌに「やりたい放題できる身分になるので、清々している。遊び事が大好きなので、散々やるつもり。浮気を心配してくよくよ悩むなんてばからしいし、物わかりの良い夫婦として生活しましょうね」と言われてしまったので、一気に目は覚め、暗澹たる気分となり、結婚への熱意を急速に失ってしまう。コキュ(=妻を寝取られた亭主)になるのが嫌なのである。そこでタイミングよく哲学者のパンクラスとマルフュリウスの姿を見かけたので、意見を聞いてみることにした。

### 第4〜6景
まずパンクラスに意見を聞くことにした。ところがパンクラスは、誤った哲学上の命題が自分に提出されかかったとかで興奮しており、一向に話を聞こうとしない。ようやく興奮が収まったので話を聞いてもらえると思ったスガナレルであったが、パンクラスは再び哲学的な問題を俎上に載せはじめた。話が一向に進まないことにいらいらしてきたスガナレルは、パンクラスの口をふさごうとしたり、家に閉じ込めたり、顔に小石をぶっつけようとしたりするが、パンクラスは黙らない。結局意見を聞くのを諦め、「人の話も聞けない学者なんてクソくらえだ！」と言いながら立ち去り、マルフュリウスに話を聞くことにしたのであった。ところがマルフュリウスも、「私の派では断定的命題を一切口にしない」などと言い出し、終始曖昧な返事で埒が明かない。苛立って、マルフュリウスを棒でぶん殴るスガナレル。そこへジプシー女たちがやってきたので、運勢を占わせるが、肝心の「自分がコキュになるかどうか」についての返事は引き出せなかった。仕方なく、大評判の魔術師に会いに行こうとするスガナレル。

### 第7〜10景色
一方でドリメーヌは恋人のリカストと話していた。リカストは「私の愛情を忘れたのか？」と詰め寄るが、ドリメーヌはとんでもないと否定し、スガナレルとの婚約を承諾したのは「(スガナレルが)金持ちであって、なおかつ年寄りであり、早いうちに死ぬから」であると正直に告白する。ところがスガナレルが偶々それを聞いた。慌てて取り繕ってその場から逃げ出すドリメーヌたち。ほとほと結婚に嫌気がさしたので、破談にしようと考え、アルカントールの家へ向かう。思ったよりも容易く破談の話を承諾してくれたので、やけに物わかりのいい男だと拍子抜けしたが、そこへアルシダスがやってきて、決闘をしようと言い出した。スガナレルが決闘を拒否するので、棒でぶん殴り始めるアルシダス。痛みに耐えかねて、つい結婚を承諾してしまったスガナレルであった。喜ぶアルシダスとアルカントール。幕切れ。

## 成立過程
本作は1664年1月29日、ルーヴル宮殿内の国王ルイ14世の母后アンヌ・ドートリッシュのアパルトマンで初演された。ルイ14世のほか、ヴィルロワ侯爵やアルマニャック伯爵ら、主だった延臣たちがバレエに出演した。ルーヴル宮殿、さらに王弟フィリップ1世 (オルレアン公)の下でそれぞれ2度踊られ、同年2月15日に音楽とバレエを付けた完全な形でパレ・ロワイヤルにて初演された。12回の公演が行われたが興行成績は芳しくなく、ダンサーや音楽家への支払いがかさんだので、早急に上演打ち切りとなった。
同年5月に開催された「魔法の島の歓楽」と呼ばれる大祭典が催された時には、『エリード姫』ならびに『はた迷惑な人たち』とともに、多数の宮廷人や貴婦人たちの前で演じられた。1668年2月14日には『アンフィトリオン』とともに本作を上演にかけたが、この時の上演ではバレエも音楽も削除され、テキストにも大幅な改変が加えられ、ほぼ今日見られる形となった。このテキストは同年に出版されている。1672年にも上演にかけているが、この時はリュリと不仲になっており、マルカントワーヌ・シャルパンティエに作曲を依頼した。

## 解説
- 国王の注文を受けて急いで制作されたもので、モリエールの独創による箇所は極めて少ない。スガナレルが結婚について思い悩んだり、あれこれする場面は、フランソワ・ラブレーからの借用が著しい。パンクラスやマルフェリウスはイタリアの即興劇に登場する類型的な人物である。金持ちの年輩男が、財力にものを言わせて若く美しい娘を妻に娶ろうとする筋は、この時代の風俗を反映していると考えられる[3]。
- 現代と違って17世紀においては、バレエはただの楽しみなどではなく、宮廷における一つの儀式であった。そのためテキスト(喜劇部分)は単なる添え物でしかなかった[4]。
- 1682年にラ・グランジュによって刊行された初のモリエール全集においては、第4景のバンクラスの台詞が1668年に刊行したテキストと比較して、かなり長くなっているが、この付け加えられた部分もモリエールの手によるものである[3]。
- 第4景にてパンクラスが言う「バロルド形式の三段論法」とは何を指すのかよくわからない。三段論法の展開の仕方の中で、無意味で煩雑な形式であるものをBarrocoと言ったが、これを真似て、衒学的な態度を強調するために、モリエールが創造したとする説もある[5]。ちなみにBarrocoは、バロックの語源であると考えられている[6]。

## 日本語訳
- 『強制結婚』恒川義夫訳、（モリエール全集 第二卷 所収）、中央公論社、1934年
- 『強制結婚』岩瀬孝訳、（モリエール笑劇集 所収）、白水社、1959年
- 『ゴリ押し結婚』鈴木力衛訳、（モリエール全集 1 所収）、中央公論社、1973年
- 『強制結婚』秋山伸子訳、（モリエール全集 第4巻 所収）、臨川書店、2000年、ISBN 4-653-03714-0

## 翻案
- 『おしつけ女房』 西郷雲水 訳、知徳会雑誌 1897年10月28日[第一齣〜第五齣]、12月5日[第六齣〜第八齣] 1897年12月30日[第九齣〜第十二齣] 掲載
- 『喜劇/押付女房』草野柴二訳、（モリエエル全集 中巻 所収）、金尾文淵堂・加島至誠堂、1908年
  - 元版　『喜劇/押付女房』草野柴二訳、白百合 1904年9月号〜10月号掲載